# Listă de filme australiene din 2006
Aceasta este o listă de filme australiene din 2006:

## Lista
| Titlu                      | Regizor                          | Actori                                                      | Gen            | Note                | Premiera                    |
| -------------------------- | -------------------------------- | ----------------------------------------------------------- | -------------- | ------------------- | --------------------------- |
| 2:37                       | Murali K. Thalluri               | Frank Sweet, Teresa Palmer, Sam Harris                      | Drama          | IMDb                | 26 mai 2006 (Cannes)        |
| 48 Shades                  | Daniel Lapaine                   | Richard Wilson, Emma Lung, Robin McLeavy                    | Comedie/Drama  | IMDb                | 31 august 2006              |
| The Book of Revelation     | Ana Kokkinos                     | Tom Long, Greta Scacchi, Colin Friels                       | Thriller       | IMDb                | 7 septembrie 2006           |
| BoyTown                    | Kevin Carlin                     | Glenn Robbins, Mick Molloy, Bob Franklin                    | Comedie        | IMDb                |                             |
| Candy                      | Neil Armfield                    | Abbie Cornish, Heath Ledger, Geoffrey Rush                  | Drama          | IMDb                |                             |
| The Caterpillar Wish       | Sandra Sciberras                 | Victoria Thaine, Susie Porter, Philip Quast                 | Drama          | IMDb                |                             |
| Darklovestory              | Jon Hewitt                       | Belinda McClory, Aaron Pedersen, Chris Baz                  | Drama          | IMDb                |                             |
| Demonsamongus              | Stuart Simpson                   | Scott Brennan, Roz Hammond, Chris Gay                       | Horror         | IMDb                |                             |
| The Desealer               | James Clayden                    | Luke Ryan, Meg White                                        | Thriller       | IMDb                |                             |
| Elephant Tales             | Mario Andreacchio                | Jean-François Balmer, Richard Bohringer                     | Aventură       | IMDb                |                             |
| Em4Jay                     | Alkinos Tsilimidos               | Laura Gordon, Nick Barkla, David Campbell                   | Drama          | IMDb                |                             |
| Emulsion                   | Jonathan Ogilvie                 | Tyler Coppin, Fayssal Bazzi, Matthew Le Nevez               | Drama          | IMDb                |                             |
| Five Moments of Infidelity | Kate Gorman                      | Ben Anderson, Joshua Cameron                                | Drama          | IMDb                |                             |
| Footy Legends              | Khoa Do                          | Anh Do, Angus Sampson, Emma Lung                            | Comedie        | IMDb                |                             |
| Gene-X                     | Martin Simpson                   | Ayse Tezel, Patrick Magee, Peter Astridge                   | Thriller       | IMDb                |                             |
| Global Haywire             | Bruce Petty                      | Tariq Ali, Noam Chomsky, Robert Fisk                        | Documentar     | IMDb                |                             |
| God on My Side             | Andrew Denton                    | Andrew Denton                                               | Documentar     | IMDb                |                             |
| Happy Feet                 | George Miller                    | Elijah Wood, Brittany Murphy, Robin Williams                | Animation      | IMDb                |                             |
| Hunt Angels                | Alec Morgan                      | Ben Mendelsohn, Victoria Hill, Eloise Oxer                  | Drama          | IMDb                |                             |
| Irresistible               | Ann Turner                       | Sam Neill, Susan Sarandon, Emily Blunt                      | Thriller       | IMDb                |                             |
| Jindabyne                  | Ray Lawrence                     | Laura Linney, Gabriel Byrne, John Howard                    | Drama          | IMDb                |                             |
| Jupiter Love               | Michael André                    | Michael André, Nikka Kalashnikova                           | Thriller       | IMDb                |                             |
| Kenny                      | Clayton Jacobson                 | Shane Jacobson, Eve von Bibra, Ronald Jacobson              | Mockumentar    | IMDb                |                             |
| Kokoda                     | Alister Grierson                 | Simon Stone, Jack Finsterer, Tom Budge                      | War            | IMDb                |                             |
| Last Train to Freo         | Jeremy Sims                      | Steve Le Marquand, Gigi Edgley, Tom Budge                   | Thriller       | IMDb                |                             |
| Like Minds                 | Gregory J. Read                  | Toni Collette, Eddie Redmayne, Tom Sturridge                | Horror         | IMDb                |                             |
| Lords of the Underworld    |                                  |                                                             |                |                     |                             |
| Lost and Found             | David Blake                      | Brett Climo, Nicholas Hope, Rebecca Gibney                  | Drama          | IMDb                |                             |
| Macbeth                    | Geoffrey Wright                  | Sam Worthington, Victoria Hill, Lachy Hulme                 | Thriller       | IMDb                |                             |
| Rampage                    | George Gittoes                   |                                                             | Documentar     | IMDb                |                             |
| Restraint                  | David Deenan                     | Stephen Moyer, Travis Fimmel, Teresa Palmer                 | Thriller       | IMDb                |                             |
| The Society Murders        | Brendan Maher                    | Georgie Parker, Alex Dimitriades, Matthew Le Nevez          | Drama          |                     |                             |
| Solo                       | Morgan O'Neill                   | Colin Friels, Bojana Novakovic, Vince Colosimo              | Crime          | IMDb                |                             |
| Suburban Mayhem            | Paul Goldman                     | Emily Barclay, Michael Dorman, Anthony Hayes                | Comedie /Drama | Prezentat la Cannes |                             |
| Sweet FA                   | Christian McCarty, Karl Paustian | Matthew Okine, Michael Ackery                               | Comedie        | IMDb                |                             |
| Tan Lines                  | Ed Aldridge                      | Jack Baxter, Jed Clarke, Curtis Dickson                     | Romantic       | IMDb                |                             |
| Ten Canoes                 | Rolf de Heer                     | Jamie Gulpilil, Crusoe Kurddal, Richard Birrinbirrin        | Aventură       | IMDb                | , AACTA Award for Best Film |
| Unfolding Florence         | Gillian Armstrong                |                                                             | Documentar     | IMDb                |                             |
| Voodoo Lagoo               | Nick Cohen                       | Ashley Hamilton, John Noble                                 | Horror         | IMDb                |                             |
| Wango & Maloy              | Kristian Laslett                 | Marc Kay, Terry Kyle, Annette De La Force                   | Comedy         | IMDb                |                             |
| Watch Me                   | Melanie Ansley                   | Celeste Barry, Glen Hancox, George Ivanoff                  | Horror         | IMDb                |                             |
| Welcome Stranger           | Jason Turley                     | Suzanne Barr, Randall Berger, John Brumpton                 | Drama          | IMDb                |                             |
| When Darkness Falls        | Rohan Spong                      | Natalie Bassingthwaighte, Elizabeth Sandy, Sarah Bollenberg | Drama          | IMDb                |                             |
| When Evil Reigns           | Alix Jackson, Luke C. Jackson    | Nick Beugelaar, Tim Clark, Josh Ellis                       | Horror         | IMDb                |                             |
| Wil                        | Jeremy Weinstein                 | Matthew Dyktynski, Max Gillies                              | Comedy         | IMDb                |                             |

## Legături externe
- Filme australiene din 2006 la IMDb.com